# Регионален исторически музей (Габрово)
Вижте пояснителната страница за други значения на Регионален исторически музей.
Регионалният исторически музей заема основно място в културния живот на града като създател на вече 135-годишната история на музейното дело в Габрово.

## История на музея
Една от най-старите културни институции в Габрово е Регионален исторически музей, пряк приемник на създадения на 11/24 май/ 1883 г. музей при Априловска гимназия по идея на директора на училището и бъдещ министър на народното просвещение Райчо Каролев.
Интересът към събирането и опазването на габровските старини придобива нови измерения с основаното от видния габровски историограф д-р Петър Цончев на 19 юли 1920 г. Историографско дружество „Габрово“. Приема се устав, според който основната цел на дружеството е „да събере и запази разпръснатите материали, необходими за написване на една по-пълна история на Габрово“.
През месец октомври 1920 г. са организирани и първите археологически разкопки в м. „Градище“ под ръководството на поканения от д-р Петър Цончев и Еким Андрейчин археолог Макс Нойберт. От 1923 г. датира и първото експониране на събраните от дружеството материали в една от стаите на Априловска гимназия.
На 31 март 1926 г. на годишно събрание на Историографско дружество „Габрово“ е констатирано от членовете на настоятелството, че документите и вещите на музейната сбирка са се увеличили до степен, когато последната може да се нарече музей.
Дружественият музей прераства в градски народен музей с уредник Ганка Рибарева от 10 октомври 1949 г. и става държавен. За първи път той се сдобива и със собствена сграда, предоставена му от общината. В нея е представена първата постоянна експозиция с материали от периода на Възраждането и етнографията на Габровския край. Консултант е проф. Христо Вакарелски.
На 1 октомври 1960 г. е обявен за окръжен музей и са разкрити нови отдели „Археология“, „Нова история“ /Работническо и револиционно движение/, „Най-нова история“ /Социалистическо строителство/, „Етнография“. На основата на Окръжен исторически музей – Габрово е структурирана през 1978 г. Дирекция „Културно историческо наследство“, която административно обединява и ръководи музея, художествената галерия, музеите и музейните сбирки в окръга. През 1988 г. на територията на Габровски окръг има 6 музея, 1 ХГ, 6 къщи музеи, 20 музейни сбирки.
От 2006 г. Исторически музей – Габрово е обявен за регионален. Богатите колекции на музея включват експонати от епохата на палеолита, от късноантичната цивилизация по тези земи (IV – VI в.), от Първата и Втората българска държава, от турското владичество, от Възраждането и от индустриалния подем на „Българския Манчестер“ до наши дни.

## Експозиция
Регионален исторически музей – Габрово притежава в своите фондове богатство от близо 100 000 фондови единици. Музеят извършва своята дейност по отношение на опазването и експонирането на движими културни ценности, материалното и нематериалното културно наследство, проучването на историята на Габровския край.
Едни от най-ценните уникати, съхранявани в музея и изложени в експозиционните зали са:
- находки от живота на първия в Европа съвременен човек;
- най-пълният комплект на сокай – традиционно женско забраждане и украса
- първата граматика, написана от Неофит Рилски
- несесер за маникюр, подарен от цар Фердинанд I на Тодорица Хаджиберова при неговото гостуване в Габрово;
- ятаган на Цанко Дюстабанов – войвода на габровската чета, участник в Априлското въстание;
- бюстовете на двамата най-заслужили индустриалци на Габрово – Иван Колчев Калпазанов и Пенчо Семов;
- знамето на Първата придворна княжеска фабрика „Иван Калпазанов“, поръчано от дългогодишния директор Васил Карагьозов и изработено през 1901 г. във Виена;
- първата българска банкнота от 20 лева и още много други;

## Други мероприятия
- Музеят разполага със зала със 100 места, в която се провеждат научни конференции, презентации, представяне на нови книги.
- Музеят предлага непрекъснато интересни занимания, игри, беседи и работилници за приложна работа.